# Lamania sheari
Lamania sheari là một loài nhện trong họ Tetrablemmidae.
Loài này thuộc chi Lamania. Lamania sheari được Brignoli miêu tả năm 1980.